# Natan Friedland

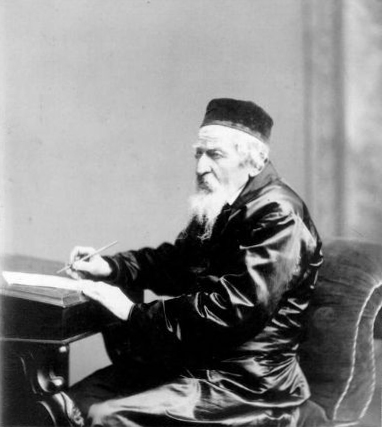
Rabbi Natan Friedland (ca. 1880)

Nat(h)an Friedland (* 1808; † 1883 in Jerusalem) war Rabbiner und Mitglied der Bewegung Chibbat Zion (Zionsfreundschaft) – einer der Väter der Bewegung zur Besiedelung des Landes Israel. Er wuchs Anfang des 19. Jahrhunderts im litauischen Tauroggen auf und starb 1883 in Jerusalem. Er wurde einer der produktivsten zionistischen Autoren und Prediger der Chibbat-Zion-Bewegung in der Mitte des 19. Jahrhunderts. Er war einer unter mehreren Autoren und Vordenkern dieses Jahrhunderts, die die intellektuelle Basis für einen neuen jüdischen Staat bildeten. Friedlands gesammelte Schriften einschließlich seiner bekanntesten – Kos jeschuoth – wurden vom Jiddischen ins moderne Hebräisch übersetzt. Alle diese Publikationen sind in Hebräisch mit Ausnahme des Artikels in der Jüdischen Enzyklopädie, der in englischer Sprache verfasst ist.
Friedland war einer der Wegbereiter des Zionismus im frühen 19. Jahrhundert, zu denen auch Judah ben Solomon Alkalai und Zwi Hirsch Kalischer, der eine messianische Botschaft in der Rückkehr nach Zion sah, gehörten.

## Leben

### Jugend und Werdegang
Rabbi Friedland wuchs im Umkreis von Rabbi Chaim Volzien und des Gaon von Wilna auf, und seine Ausbildung war durchdrungen von Tradition und Zuneigung zum Heiligen Land. Er war erfüllt von der Überzeugung, dass ein Rückkauf des Landes notwendig sei. Nachdem er als reisender Prediger in den Synagogen Russisch-Litauens unterwegs gewesen war, benutzte er seine sprachlichen Fähigkeiten, um der erste zionistische Prediger zu werden und Predigten in Hebräisch zu halten. Er begann zu schreiben, um seine Ideen zu verbreiten, und wurde einer der produktivsten zionistischen Schriftsteller seiner Zeit. Zu diesem Zeitpunkt erkannte er die Notwendigkeit, ins Heilige Land zurückzukehren und seine ganze Zeit und Kraft der Umsetzung dieser Idee zu widmen – ein halbes Jahrhundert vor Theodor Herzl. Hierbei lernte er die bekannten Rabbis Zwi Hirsch Kalischer und Yehudah Alkali kennen. Er wurde Kalischers Gehilfe und vertrat die Gesellschaft zur Besiedlung des Landes Israel, organisierte Komitees und sammelte Geld (der erste zionistische Fundraiser), hielt Reden und kümmerte sich um Werbung für die Sache.

### Zionismus
Friedland wollte politische Unabhängigkeit für das Land Israel. Seiner Meinung nach sollte unter dem damaligen Regime eine teilweise Unabhängigkeit erreicht werden, sobald sich Juden dort niederließen, um Land zu erwerben und darauf Landwirtschaft zu betreiben, und im Laufe der Zeit völlig unabhängig zu werden. Er besuchte die Könige von Frankreich und den Niederlanden und bat um Hilfe bei der Rückkehr von Juden in das Land.
Über 30 Jahre war er aktiv für die Idee, Juden nach Palästina, seinerzeit Teil des osmanischen Syrien umzusiedeln, aber seine Versuche, hierfür eine Organisation aufzubauen, waren erfolglos.
Rabbi Friedland heiratete früh. Er zog während des Studiums in das Haus seines Schwiegervaters, eines Gelehrten in Panevėžys. In Slant studierte er bei Rabbi Zondle Slander, einem Schüler von Rabbi Chaim von Volezion. Dort trat er dem Studienkreis des Gaon von Wilna bei. Rabbi Zondle emigrierte 1938 nach Palästina.
Friedland interessierte sich für Geschichte und Gegenwart und las deutsch-jüdische Zeitungen. Die Damaskusaffäre – gut dokumentiert in diesen Zeitungen – hinterließ bei ihm einen tiefen Eindruck.
Friedland arbeitete seine Überzeugungen in dem Buch Kelch der Erlösung und des Trostes heraus (Cos Yischuʿah wɘNechשmah). Er glaubte, dass die Erlösung nahe war, aber es wäre eine natürliche, kein Wunder. Er glaubte (70 Jahre, bevor die Briten 1918 Palästina den Osmanen entrissen), dass eine internationale Operation das Land von den Türken erlösen und in die Hände der Juden legen würde. Die Nationen würden zusammenarbeiten, um die Juden zu unterstützen, in ihr Land zurückzukehren, weil es der einzige Weg wäre, der weiteren Rache Gottes zu entgehen, und die Welt würde keinen Frieden finden, bevor die Juden nicht in das Land Israel zurückkehrten.
Friedland bereiste die Welt, um namhafte Rabbiner zu treffen und deren Unterstützung für seine Ansichten zu gewinnen und fuhr dann nach Paris und London, um zu versuchen, Crémieux und Montefiore zu treffen. Er traf Crémieux in Paris, hatte bei ihm aber keinen Erfolg. In London traf er Albert Cohen, zuständig für gemeinnützige Angelegenheiten der Familie Rothschild. Hier war er erfolgreich. Er schrieb an Kalischer und ließ ihn sein Manuskript mit seinen Ansichten über das Land Israel an Cohen schicken.
Er übergab Napoleon III. persönlich eine Petition zur Etablierung einer jüdischen Unabhängigkeit in Palästina. Napoleon antwortete in einem Brief, dass aufgrund politischer Erwägungen mit den Osmanen ein sofortiger Schritt unmöglich sei, aber wenn sich die Situation ändere, werde er darauf hinwirken. Friedland traf sich mit den Oberrabbinern von Frankreich in Paris und erhielt Briefe mit Empfehlungen und Ermutigungen. Er ging nach London und traf sich mit Moses Montefiore, der negativ gegenüber Friedlands Vorschlägen eingestellt war. Aber der Oberrabbiner von England, Rabbi Nathan Adler, ermutigte ihn.
Friedland kehrte von diesen Reisen ohne substantielle Ergebnisse zurück. Aber bald darauf begann 1860 die jüdischen Gemeinde Frankfurt, initiiert von Chaim Luria, mit einer Kampagne zur Sammlung von Geld für Zion. Die Kampagne verwendete Kalischers Broschüre Drischat Zion und Friedlands Buch als Mittel, um ihre Ideen zu kommunizieren. Der Judaist Lehman-Wilzig zeigt auf, dass Friedlands Buch eine Klärung von Kalischers Analyse gefordert habe.
Kalischer und Rabbi Eliahu Gotmacher übernahmen die Aufgaben von Lurias Verein, der nicht mehr arbeitsfähig war. Friedland unterstützte Kalischer bei der Neuauflage von Kalischers Buch und überarbeitete auch sein eigenes, wovon jedoch nur der letzte Abschnitt Soləlu Siləlu haMəsilla erschien.

### Spätere Jahre
Im Jahre 1870, obwohl mittellos, – es fehlte ausreichend Geld für seine Familie, die Familie seines Bruders (der in Jerusalem gestorben war), für Essen, Kleidung und Reisen – setzte er sein Schreiben, seine Reisen und seine Kampagne fort. Trotz seiner sehr schlechten Lebensumstände gab er ein weiteres Buch heraus. Und 1871 veröffentlichte er die Broschüre Besiedlung des Landes Israel in deutscher Sprache. Am Ende dieser Broschüre betont er in einem Aufsatz, dass das Leben in der jüdischen Diaspora völlig unsicher sei, da die Juden den Launen der örtlichen Herrscher unterworfen seien.
1881 traf Friedland in London mit Lord Shaftsberry zusammen, dem Chef der britischen Missionsvereinigung und christlicher Zionist, und einer Frau Finn, Tochter eines konvertierten Juden und Witwe eines ehemaligen Rates in Jerusalem, der in Syrien eine Vereinigung zur Ansiedlung gründen wollte. Zu alt, um eine solche Expedition selbst zu führen, schlug er seinem Sohn Michael vor, diese durchzuführen. Michael war Rabbiner und Schächter. Er war Experte in koscherem Schlachten und hatte mehrere Bücher verfasst. Michael führte schließlich eine Expedition ins osmanische Vilâyet Syrien, zu welchem Teile Palästinas gehörten neben dem der Hohen Pforte direkt unterstellten osmanischen Mutesarriflik Jerusalem, wurde aber von den Osmanen ausgewiesen und landete in Britisch-Zypern, wo sein Name auf einer Plakette an der Synagoge steht, die er gründete.
In dieser Zeit verließ Friedland die erste Gruppe von Emigranten, die an der Jaffa-Küste landen wollte. Er wusste, dass es nur geringe Chancen gab, dass die Osmanen dies erlaubten. Aber mit ihm auf dem Schiff war Karl Peter, ein wichtiger zionistischer Führer, der für ihn die Erlaubnis erwirkte, das Land zu betreten. Friedland starb kurzer Zeit darauf in Jerusalem. Er ist dort auf dem Jüdischen Friedhof am Ölberg begraben.